# Церебралізація
Церебраліза́ція, енцефаліза́ція (від лат. cerebrum — головний мозок) — збільшення в процесі еволюції важливості мозку та його розміру відносно тіла, яке мало місце у хребетних тварин, в тому числі у предків сучасної людини.
«Серед всіх тварин людина має найбільший мозок в пропорції до тіла» — Арістотель.

«Ніхто не піддає сумніву, що великий розмір мозку по відношенню до розміру тіла в порівнянні з горилою чи орангутангом, пов'язане з її більшими ментальними силами» Чарльз Дарвін, 1871.  
Вона заснована на концентрації нейронів в передній, головній частині тварин і пов'язана з розвитком голови та формуванням мозку. Значення цього терміну у антропології звузилося до еволюційного збільшення розмірів мозку у приматів.
Найбільш очевидною, енцефалізація є у видів зі схожими розмірами і масою тіла. Показником енцефалізації є коефіцієнт енцефалізації.  Надійним доказом енцефалізації є метод дослідження ендокрану. Тим не менше, обидва методи мають свої недоліки. Так, наприклад, ендокран не повністю відображає архітектоніку головного мозку, адже, між кісткою та речовиною мозку є мозкові оболонки. Тоді як, коефіцієнт енцефалізації відображає лише збільшення відносної маси мозку в цілому. Проте, не враховує розвиток окремих відділів мозку по відношенню до інших. Останню проблему намагається вирішити теорія енцефалізації та функціональна енцефалізація.

## Теорія енцефалізації
Пояснення еволюційного збільшення розміру мозку необхідно розпочати з теорії абсолютного розміру мозку. Фундаментальна ідея цієї теорії виходить з упорядкованої проєкції функціональних «мап» від одного рівня мозку до іншого. До прикладу слухова система може бути уявлена як серія мап тонотопічної системи, відображеної знову і знову на різних рівнях мозку. Соматосенсорні та соматомоторні мапи мали назву «homunculi» та «animanculi». Виходячи з цього припущення про проєкційні мапи, тотальний об'єм мозку буде описаний як певна функція цих проєкцій. Відповідно чим більший розмір тіла тварини — тим більша буде проєкція і, як наслідок, розмір мозку. Графічно це можна виразити рівнянням:

1.
L3E = mLd L2P 

Де:
- L це міра "довжини".
- Ld — міра глибини.
- константа m конвертує довільно визначену суму проєкцій L2P в теоретично правдиву суму проєкцій

Якщо перевести дане рівняння в змінні величини, отримаємо фінальний результат цього рівняння — справжній об'єм мозку. Міра глибини може бути прийнята за 10−1, тому що це є порядком величини глибини стовпчасто організованої функціональної частини мозку та кори півкуль. Суму проєкцій L2P можна визначити, вимірюючи суми поперечних зрізів спинного мозку та черепних нервів, або лише спинного мозку. Для цього достатньо виміряти площу великого розтвору; особливо ця методика корисна у вимерлих тварин. На додаток, площу великого розтвору емпірично можна використовувати для припущення розміру мозку, на ряду з дослідженням ендокрану.
Якщо перевести рівняння в змінні величини отримаємо:

2.
E = 0.1 m P2/3
3.
mi = Ei/0.1Pi2/3
Ei позначає певний розмір мозку, а Pi — певний розмір тіла. Таким чином, стає очевидним, що рівняння 3 та рівняння коефіцієнту енцефалізації є тотожними, а mi є мірою енцефалізації окремої особини.
Ми довели, що розмір мозку залежить від розміру тіла, проте різні структури мозку в процесі еволюції у різних видів розвивалися не однаково. Особливе значення має розвиток префронтальної кори та мовних центрів. Коефіцієнт енцефалізації ці особливості не відображає, проте проста модифікація здатна довершити рівняння 2.:
4.
E = 0.1 m P2/3 + A
Де A є так званою «доданою (added)» тканиною. Коли у нових видів m чи A в процесі еволюції збільшуються, ці види, відповідно, енцефалізуються по відношенню до «предка».
Енцефалізація корелює зі здатністю до навчання, так у вищих приматів вона вища ніж у гібонів та мавп, а якщо порівнювати хребетних зі схожою масою тіла, то аналогічно миші переважають над рибами. До «розумних» видів з високою енцефацізацію прийнято відносити також слонів та дельфінів, проте переважна більшість ссавців відноситься до «посередніх», тоді як гризуни і однопрохідні займають найнижчі щаблі. Тут потрібно сказати, що еволюційна «успішність» наявних видів залежить насправді не від ступеню енцефалізації, а від здатності знайти і зайняти свою нішу.

## Функціональна енцефалізація
У будові мозку різних амніот можна спостерігати функціональну та/чи структурну гомологічність. Так, наприклад, зубчаста звивина у щурів і в мишей відповідає за одні функції, а гіпокамп у ссавців і птахів також має однакові функції, хоча анатомічно і фізіологічно відрізняється. Гіпокамп відповідає за просторову орієнтацію та просторову пам'ять, не дивно, що у птахів він розвинений у зв'язку з необхідністю навігації і польоту. Також він відіграє важливу роль у птахів і ссавців, які роблять схованки запасів їжі. Коли певний відділ мозку збільшується, він набуває більшої важливості для індивіда, оскільки там проходять і переплітаються нервові шляхи, а інші центри стають від нього залежні. Це наочно показав Девід Феріер, коли проводив розрізи півкуль і показав, що миші і риби здатні продовжувати функціонувати після розтинів, тоді як для вищих ссавців і мавп це мало серйозні наслідки. Таким чином, він поклав початок новому напрямку, який отримав назву "функціональна енцефалізація", або "кортикалізація", або "телецефалізація".
Функціональна енцефалізація — це явище прогресивного розвитку центральної нервової системи в процесі філогенезу, яке характеризується переміщенням функцій з нижчих відділів мозку до вищих, та домінуванням вищих відділів над нижчими в контролі активності. На прикладі ссавців спостерігається зміщення візуальних функцій з верхніх горбків чотирьохгорбкової пластини в гризунів до стріатуму у приматів і людини.

## Енцефалізація у різних видів

### Енцефалізація у безхребетних
Серед безхребетних особливо цікаво побудована нервова система у головоногих молюсків, а саме у підкласу Coleoidea, який включає восьминогів і кальмарів. Ці тварини відрізняються високим розвитком мозку і інтелекту, а також значною цефалізацією. Мозок головоногих відрізняється за будовою від мозку хребетних. Він зосереджений в хрящовому "черепі", представлений гангліями, які мігрували і зосередилися в краніальному кінці тіла та сформували долі; він розділений на 3 частини, які можуть функціонувати автономно. Менша кількість дрібніших ганглій локалізована в інших відділах нервової системи. В восьминога ідентифіковано приблизно 15 структурно і функціонально відмінних долей, які відповідають певним гангліям інших молюсків, які зазвичай не мають долей. У зв'язку з енцефалізацією цих гангліарних мас, нервова система головоногих стає більш схожою на нервову систему хребетних, ніж на їх ближчих родичів - черевоногих та двостулкових. Розмір нервової системи головоногих лежить в тих же межах, що і розміри хребетних, також у восьминога в 25 разів більше нейронів, ніж у нижчих молюсків, вважається, що вони володіють примітивною свідомістю та здатні до навчання. 
Енцефалізація у членистоногих, зокрема у комах, теж має важливі особливості. В окремих комах кількість нейронів невелика, наприклад, у медоносної бджоли вона складає 106, а у мурахи 3x105. Мурахи живуть в високоорганізованих колоніях, відомо, що між окремими їх членами, окрім ієрархічних зв'язків, існують також електричні та хімічні зв'язки, комахи "спілкуються" між собою та орієнтуються в суспільному житті за допомогою феромонів. Було запропоновано термін -"колективний мозок мурах". Найбільша колонія включає 3х108 індивідів, тотальна кількість нейронів в такому колективному мозку може сягати 1011, що наближається до кількості нейронів в людському мозку. 

### Енцефалізація у хребетних
Дані зліпків ендокрану дозволяють стверджувати, що енцефалізація птахів і рептилій та ссавців в ході еволюції йшла паралельно. Це дає можливість припустити, що вони також мали різні генетичні (та епігенетичні) механізми розвитку. У амніот дорзальна частина кінцевого мозку анатомічно найбільш варіабельна серед різних таксонів. Викопні амніоти мали гомологічні ділянки задньої частини кінцевого мозку, зокрема, мантію мозку, яка поділялася на 4 частини: медіальна, латеральна, вентральна та дорзальна мантії. У ссавців, включно з однопрохідними, з латеральної та задньої мантії розвинувся неокортекс, який характеризується специфічною анатомічною структурою: тангенціальне розростання поверхні і шестишарова ламінація. А у птахів дорзальна частина кінцевого мозку формує ядерні заглиблення, а не багатошарову поверхню. Більш того, латеральна частина кінцевого мозку рептилій і птахів випинає всередину, утворюючи так звані задні над'ядерні валики, а мозок ящірок та черепах також має і тришарову кору. Розміри мозку у вимерлих ссавців також були менші ніж у сучасних, і часто різнилися анатомічною структурою. Наприклад, цинодонт, попередник ссавців, мав малу нюхову цибулину та вузький мозочок, його індекс енцефалізації був від 0.16 до 0.23. Детальна 3D томографія ендокрану дозволяє припустити, що посилення нюхової та тактильної чутливості призвело до масивного збільшення нюхової кори та неокортексу в ході еволюції ссавців. Дослідження ендокрану також дають можливість простежити еволюційні кроки в енцефалізації птахів: об'єм мозку в археоптерикса, одного з представників предків птахів, був менший, ніж у сучасних птахів. Збільшений передній мозок та мозочок птерозавра в порівнянні з рептиліями подібної маси тіла свідчать про адаптацію до польоту і конвергентну еволюцію різних рептилій.

### Енцефалізація у людини
У спільного предка людини і людиноподібних мавп — проконсула, розмір мозку був такий, як у павіана. У ранніх австралопітеків мозок був приблизно 350 г, як у сучасних шипанзе, і мало відрізнявся від мавп'ячого, а от у грацильних австралопітеків мозок був більший, мав більшу тім'яну долю; вони вже пересувалися на двох ногах та були здатні кидати у ворогів предмети. У homo розмір мозку значно збільшився, особливо ті ділянки, які відповідали за мову і координацію рухів, інтелект у них, імовірно, також був вищий. У людини прямоходячої розмір мозку майже досягав сучасному (800—1000 см³), в ньому особливого розвитку досягла зона Брока, а також потилична частка. У неандертальця мозок досяг найбільшого розміру і відрізнявся від мозку кроманьйонця меншим, відносно потиличної частки, розміром лобної і тім'яної часток.
Окремі частини мозку розвивалися з різною швидкістю. Найшвидше розвивалася лобна доля, а саме її надкрайова частина, яка відповідає за мислення, самосвідомість, спілкування з іншими людьми та ін. Найбільшої ширини вона набула у неандертальців, які жили в спільнотах і, ймовірно, піклувалися про її членів, які не могли самі себе забезпечити через старість чи хворобу. На другому місці -  тім'яна частка, яка відповідає за координацію органів чуття, просторове мислення та уяву. На третьому місці - височна частка, яка включає зону Верніке, відповідальну за розуміння мови. Цікаво, що приблизно 25-27 тис. років тому розмір мозку дещо зменшився, проте структура ускладнилася, при цьому збільшилася лобна доля (в порівнянні з неандертальцем) та потилична доля (в порівнянні з сучасною людиною).
Енцефалізація людини має генетичне підґрунтя. Так відбулися нуклеотидні заміни в кодуючих ділянках ДНК, які приводили до зміни аміокислотних ланцюгів; дуплікації та делеції генів, а також мутації в некодуючих частинах ДНК, зокрема в енхансерах. Для людини і шимпанзе характерні відмінності і в епігенетичних механізмах, зокрема в різних рівнях метилювання ДНК. У людини змінам піддалася білок-кодуюча частина гену МСРН1, який відповідає за формування мозку в ембріогенезі, також змінам піддалися регуляторні області цього гену, що призвело до активнішої його транскрипції.